# Halcyon
Halcyon je druhé studiové album britské indie popové zpěvačky Ellie Goulding. Vydáno bylo 5. října 2012 ve společnosti Polydor Records. Nahráno bylo během propagace předcházejícího alba Lights v letech 2011 a 2012. Goulding na albu spolupracovala s producenty Jimem Eliotem, Mikem Spencerem, Madeon, Billboard, MONSTA a Justinem Parkerem a rovněž jí pomáhali zpěvák Calvin Harris a rapper Tinie Tempah.
Halcyon získal veskrze pozitivní ohlasy z řad hudebních kritiků, kteří chválili Ellie Goulding za agresivnější hlasový projev. Někteří kritici to prohlásili za „naprosto dokonalé“ a o Goulding řekli, že vystupuje „sebevědomě hned na prahu hudební kariéry“. Méně příznivé recenze kritiků však poukazovaly, že největším kazem alba je „příležitostná přemíra citovosti“ a album inklinuje k „obyčejnému rámcovému dance“. Halcyon debutovalo na druhé pozici žebříčku UK Albums Chart ve Spojeném království a na deváté příčce severoamerické hitparády Billboard 200.
Singl „Anything Could Happen“ byl vydán 17. srpna 2012 a umístil se na páté pozici ve Velké Británii v žebříčku UK Singles Chart. „Figure 8“ byl vydán jako druhý singl alba, jehož největší úspěch slavila zpěvačka na Novém Zélandu, kde dosáhl na platinové ocenění. Třetím singlem alba se stala píseň „Explosions“.
Album bylo o rok později, 26. srpna 2013, vydáno v nové verzi pod názvem Halcyon Days, ve které se nachází dalších 10 nových skladeb. Pilotním singlem nové verze je hit „Burn“ vydaný 5. července 2013. Píseň obsadila čelo žebříčku UK Singles Chart, a stala se tak prvním hitem Ellie Goulding, který kdy obsadil tuto pozici.

## Seznam skladeb
| Pořadí | Název                                                               | Text                                   | Producent/i          | Délka |
| ------ | ------------------------------------------------------------------- | -------------------------------------- | -------------------- | ----- |
| 1.     | Don't Say a Word                                                    | Ellie Goulding, Jim Eliot              | Eliot, Goulding      | 4:07  |
| 2.     | My Blood                                                            | Goulding, Eliot, Mima Stilwell         | Eliot, Goulding      | 3:54  |
| 3.     | Anything Could Happen                                               | Goulding, Eliot                        | Eliot, Goulding      | 4:47  |
| 4.     | Only You                                                            | Goulding, Eliot                        | Eliot, Goulding      | 3:51  |
| 5.     | Halcyon                                                             | Goulding, Eliot                        | Eliot, Goulding      | 3:25  |
| 6.     | Figure 8                                                            | Goulding, Jonny Lattimer               | MONSTA, Mike Spencer | 4:08  |
| 7.     | JOY                                                                 | Goulding, Eliot                        | Eliot, Goulding      | 3:14  |
| 8.     | Hanging On                                                          | Patrick James Grossi, Ariel Rechtshaid | Billboard            | 3:22  |
| 9.     | Explosions                                                          | Goulding, John Fortis                  | Fortis               | 4:03  |
| 10.    | I Know You Care                                                     | Justin Parker, Goulding                | Parker               | 3:26  |
| 11.    | Atlantis                                                            | Goulding, Eliot                        | Eliot, Goulding      | 3:53  |
| 12.    | Dead in the Water                                                   | Goulding, Fin Dow-Smith                | Starsmith            | 4:44  |
| 13.    | I Need Your Love (Calvin Harris feat. Ellie Goulding) (bonus track) | Harris, Goulding                       | Harris               | 3:58  |